# 本·特纳 (举重运动员)
本·特纳（英語：Ben Turner，1984年1月23日—），生于布里斯班，澳大利亚男子举重运动员。他曾代表澳大利亚参加2006年和2010年英联邦运动会举重比赛，获得一枚金牌和一枚银牌。